# Хаген (сериал)
«Хаген» — рабочее название фэнтезийного сериала совместного производства Германии и Чехии, экранизации романа Вольфганга Хольбайна «Хаген из Тронье». Его премьерный показ запланирован на 2024 год. Главные роли в сериале сыграли Гийс Небр и Янис Нивёнер.

## Сюжет
Главный герой сериала — Хаген, один из персонажей «Песни о Нибелунгах». Это военачальник, который верно служит королю Гунтеру и тайно любит его дочь Кримхильду.

## В ролях
- Гийс Небр
- Янис Нивёнер

## Релиз и восприятие
Премьерный показ сериала запланирован на 2024 год. «Хаген» содержит шесть эпизодов, позже будет снят ещё и полнометражный фильм.